# Пуричино
Пуричино (рос. Пуричино) — присілок в Палкінському районі Псковської області Російської Федерації.
Населення становить 7 осіб. Входить до складу муніципального утворення Новоуситовська волость.

## Історія
Від 2015 року входить до складу муніципального утворення Новоуситовська волость.

## Населення
| 2001 | 2002 | 2010 | 2013 | 2014 | 2016 |
| ---- | ---- | ---- | ---- | ---- | ---- |
| 11   | ↗16  | ↘7   | ↘6   | ↘5   | ↗7   |